# كتانية ثلاثية الأوراق
الكتانية ثلاثية الأوراق أو صفرية (باللاتينية: Linaria triphylla) نوع نباتي يتبع جنس الكتانية من الفصيلة الحملية من رتبة الشفويات.

## الموئل والانتشار
تنتشر في بلاد الشام والمغرب العربي وغرب حوض البحر الأبيض المتوسط.

## مرادفات للاسم العلمي
- (باللاتينية: Antirrhinum triphyllum L.)